# Tobogan als Jocs Olímpics d'hivern de 2002
Als Jocs Olímpics d'Hivern de 2002 celebrats a la ciutat de Salt Lake City (Estats Units) es disputaren dues proves de tobogan, una en categoria masculina i una altra en categoria femenina. Aquest esport retornà a la competició 54 anys després de la seva última aparició en els Jocs Olímpics d'Hivern de 1948 realitzats a Sankt Moritz (Suïssa).
La prova es disputà el dia 20 de febrer de 2002 a les instal·lacions del Utah Olympic Park. Hi participaren un total de 39 corredeors, entre ells 26 homes i 13 dones, de 19 comitès nacionals diferents.

## Resum de medalles

### Categoria masculina
| Prova   | Or         | Argent       | Bronze        |
| Tobogan | Jimmy Shea | Martin Rettl | Gregor Stähli |

### Categoria femenina
| Prova   | Or           | Argent          | Bronze       |
| Tobogan | Tristan Gale | Lea Ann Parsley | Alex Coomber |

## Medaller
| Posició | País         | Or | Argent | Bronze | Total |
| 1       | Estats Units | 2  | 1      | 0      | 3     |
| 2       | Àustria      | 0  | 1      | 0      | 1     |
| 3       | Regne Unit   | 0  | 0      | 1      | 1     |
| 3       | Suïssa       | 0  | 0      | 1      | 1     |
|         |              |    |        |        |       |
| Total   | Total        | 2  | 2      | 2      | 6     |